# HIP 41378 f
HIP 41378 f（也稱為EPIC 211311380 f）是一顆圍繞F型恆星HIP 41378的系外行星。它是其系統的最外層行星。對於其大小和溫度的行星來說，它的半徑異常大（9.2 R🜨），因此半徑實際上可能是一個光學厚環系統的半徑。它位於其母星的適居帶內。沒有像2022年那樣發現大氣特徵，進一步強化了不透明環的假設。